# Шетбогас
Шетбогас (каз. Шетбоғас) — упразднённое село в Тарбагатайском районе Восточно-Казахстанской области Казахстана. Входило в состав Кызылкесекского сельского округа. Код КАТО — 635855500. Исключено из учётных данных в 2014 г.

## Население
В 1999 году население села составляло 96 человек (52 мужчины и 44 женщины). По данным переписи 2009 года, в селе проживало 135 человек (84 мужчины и 51 женщина).